# Érard I. (Brienne)
Érard I. († vor 1125) war ein Graf von Brienne aus dem Haus Brienne. Er war der ältere Sohn des Grafen Walter I. von Brienne und der Eustachie von Tonnerre. 
Verheiratet war er mit der Erbtochter des Andreas von Ramerupt aus dem Haus Montdidier. Seine Kinder waren:
- Walter II. († um 1161), Graf von Brienne, Herr von Ramerupt
- Felicite; 1. ⚭ mit Simon I. von Broyes (Maison de Broyes); 2. ⚭ mit Gottfried III. von Joinville

Einer Urkunde der Abtei Montier-en-Der aus dem Jahr 1114 zufolge begab sich Érard I. in diesem Jahr auf eine bewaffnete Pilgerreise in das heilige Land. Damit begründete er die generationenlange Kreuzfahrertradition seiner Familie. Sein Sohn wird erstmals 1125 als Graf von Brienne genannt.

## Weblink
- Comtes de Brienne bei Foundation for Medieval Genealogy.ac (englisch)

| Vorgänger | Amt                               | Nachfolger |
| --------- | --------------------------------- | ---------- |
| Walter I. | Graf von Brienne um 1190–vor 1125 | Walter II. |

| Personendaten    | Personendaten    |
| ---------------- | ---------------- |
| NAME             | Érard I.         |
| KURZBESCHREIBUNG | Graf von Brienne |
| GEBURTSDATUM     | 11. Jahrhundert  |
| STERBEDATUM      | 12. Jahrhundert  |